# Muchajjam asz-Szati
Muchajjam asz-Szati (arab. ‏مخيّم الشاطئ‎) – obóz uchodźców palestyńskich w Autonomii Palestyńskiej; położony w Strefie Gazy (muhafaza Gaza).

## Demografia
Według danych Palestyńskiego Centralnego Biuro Statystycznego w 2016 roku Muchajjam asz-Szati był zamieszkany przez 45 033 osoby, zaś według UNRWA w 2023 mieszkało tam już 95 803 osoby.
Muchajjam asz-Szati zajmuje powierzchnię zaledwie 0,52 km². Obszar ten według UNRWA jest jednym z najgęściej zaludnionych na świecie.

## Historia
Obóz uchodźców został założony w 1948 przez Palestyńczyków wypędzonych z Lod, Jafy i Beer Szewy. W 1963 urodził się tam Isma’il Hanijja, lider Hamasu w latach 2017–2024.
Podczas operacji „Ochronny Brzeg” (2014) obóz asz-Szati był ostrzeliwany przez IDF – w ataku w dniu święta Id al-Fitr zginęło 10 osób, w tym 8 dzieci.
Podczas trwającej od października 2023 wojny w Strefie Gazy był wielokrotnie bombardowany przez siły izraelskie.